# Cimarron (1960)
Cimarron is een Amerikaanse western uit 1960 onder regie van Anthony Mann. Het scenario is gebaseerd op de gelijknamige roman uit 1929 van de Amerikaanse auteur Edna Ferber.

## Verhaal
Aan het eind van de 19e eeuw gaat de pionier Yancey Cravat op pad met zijn vrouw Sabra. Hij gaat op zoek naar een landgoed voor zijn familie. Ze trekken naar Oklahoma, een gebied dat vrijgegeven is voor kolonisatie.

## Rolverdeling
| Acteur               | Personage       |
| -------------------- | --------------- |
| Glenn Ford           | Yancey Cravat   |
| Maria Schell         | Sabra Cravat    |
| Anne Baxter          | Dixie Lee       |
| Arthur O'Connell     | Tom Wyatt       |
| Russ Tamblyn         | William Hardy   |
| Mercedes McCambridge | Sarah Wyatt     |
| Vic Morrow           | Wes Jennings    |
| Robert Keith         | Sam Pegler      |
| Charles McGraw       | Bob Yountis     |
| Harry Morgan         | Jesse Rickey    |
| David Opatoshu       | Sol Levy        |
| Aline MacMahon       | Mavis Pegler    |
| Lili Darvas          | Felicia Venable |
| Edgar Buchanan       | Rechter Hefner  |
| Mary Wickes          | Mevrouw Hefner  |